# American Assassin
Pour plus de détails, voir Fiche technique et Distribution.
American Assassin, ou Assassin Américain au Québec, est un film d'action américain réalisé par Michael Cuesta, sorti en 2017. Il s'agit d'une adaptation du roman éponyme de Vince Flynn.

## Synopsis
Mitch Rapp (Dylan O'Brien) est une nouvelle recrue de la CIA. Bouleversé par la mort de sa petite amie lors d'un attentat, il est pris sous l'aile d'un vétéran de la Guerre froide (Michael Keaton) qui lui fait subir un rude entraînement pour contrecarrer les attaques terroristes et traquer les criminels. Les deux hommes vont devoir collaborer avec un agent turc afin d'arrêter un dangereux terroriste qui souhaite déclencher une guerre nucléaire au Moyen-Orient.

## Fiche technique
Sauf indication contraire, les informations mentionnées dans cette section peuvent être confirmées par la base de données cinématographiques IMDb,  présente dans la section « Liens externes ».
- Titre original et français : American Assassin
- Titre québécois : Assassin Américain
- Réalisation : Michael Cuesta
- Scénario : Stephen Schiff, Michael Finch, Edward Zwick, Marshall Herskovitz, d'après le roman American Assassin de Vince Flynn
- Costumes : Anna B. Sheppard
- Photographie : Enrique Chediak (en)
- Montage : Conrad Buff
- Musique : Steven Price
- Production : Lorenzo di Bonaventura, Nick Wechsler
- Sociétés de production : CBS Films, Lionsgate
- Distribution : Metropolitan FilmExport
- Budget : 33 000 000 $[2]
- Pays d'origine : États-Unis
- Langue originale : anglais
- Genre : action
- Durée : 105 minutes
- Dates de sortie :
  - États-Unis : 15 septembre 2017
  - France : 20 septembre 2017
- Interdit aux moins de 12 ans avec avertissement
- Interdit aux moins de 16 ans à la télévision.

## Distribution
- Dylan O'Brien (VF : Adrien Larmande ; VQ : Xavier Dolan) : Mitch Rapp
- Michael Keaton (VF : Bernard Lanneau ; VQ : Daniel Picard) : Stan Hurley
- Taylor Kitsch (VF : Stanislas Forlani ; VQ : Alexandre Fortin) : le Fantôme
- Scott Adkins (VF : Fabien Jacquelin ; VQ : Patrick Chouinard) : Victor
- Sanaa Lathan (VF : Annie Milon) : Irene Kennedy, directrice adjointe de la CIA pour le contre-terrorisme
- David Suchet (VF : Jean-Bernard Guillard) : Stansfield
- Shiva Negar (VF : Angèle Humeau) : Annika
- Sydney White : Emily
- Trevor White (VF : Yann Guillemot) : Dr Frain
- Joseph Long : Général Rostami, chef d'état-major des forces armées iraniennes
- Navid Negahban : Ministre de la Défense iranienne Behruz

 Source et légende : version française (VF) sur RS Doublage ; version québécoise (VQ) sur Doublage.qc.ca

## Production

### Genèse et développement
En 2008, CBS Films acquiert les droits d'adaptation des romans de Vince Flynn. Consent to Kill est censé être le premier film d'une trilogie, produit par Lorenzo di Bonaventura et Nick Wechsler. En 2010, le cinéaste Antoine Fuqua est censé le réaliser avec, dans le rôle de l'agent Mitch Rapp, plusieurs acteurs consentis tel que Gerard Butler, Colin Farrell ou Matthew Fox,.
Finalement, le roman American Assassin, une préquelle du personnage, est préféré pour être adapter à l'écran par Edward Zwick.
Zwick écrit également le scénario avec Marshall Herskovtiz et Jeffrey Nachmanoff est pressenti pour le remplacer à la réalisation en février 2012. Finalement, quatre ans plus tard, Michael Cuesta est engagé pour mettre en scène le scénario auquel ont participé les scénaristes Michael Finch et Stephen Schiff.
Les assaillants et terroristes du film sont traités avec des critères excluant toute appartenance visuelle possible à la communauté musulmane ou à toute autre ethnie apparentée.

### Attribution des rôles
En octobre 2012, Chris Hemsworth était le favori des producteurs qui lui proposent 10 millions de dollars pour jouer Mitch Rapp, l'agent de la CIA traqueur de terroristes. Un mois plus tard, il abandonne le rôle pour problèmes d'emploi du temps chargé, occupé notamment par le tournage de Thor : Le Monde des ténèbres. Quatre ans plus tard, Dylan O'Brien, plus jeune que Hemsworth et révélé par le film Le Labyrinthe, est engagé pour interpréter Rapp.
En 2012, Bruce Willis est pressenti pour jouer Stan Hurley, le mentor de Rapp. En mars 2016, Michael Keaton obtient finalement le rôle et Taylor Kitsch est annoncé au casting pour incarner le méchant du film, un terroriste voulant déclencher une guerre au Moyen-Orient,.
En septembre 2016, pour jouer les seconds rôles, Shiva Negar et Sanaa Lathan sont engagées. La première sera un agent turc qui collabore avec Rapp et Hurley tandis que la seconde jouera la chef de la CIA et de Rapp, un rôle similaire à celui de M dans les James Bond,.

### Tournage
Le tournage a eu lieu à Londres, Birmingham, Rome, La Valette et dans la province de Phuket.